# Kinice, Tỉnh West Pomeranian
Kinice [kiˈnit͡sɛ] (tiếng Đức: Kienitz) là một ngôi làng thuộc khu hành chính của Gmina Nowogródek Pomorski, thuộc quận Myślibórz, West Pomeranian Voivodeship, ở phía tây bắc Ba Lan. Nó nằm khoảng 5 kilômét (3 mi) về phía đông bắc của Nowogródek Pomorski, 15 km (9 mi) phía đông Myślibórz và 64 km (40 mi) về phía đông nam của thủ đô khu vực Szczecin.
Trước năm 1945, khu vực này là một phần của Đức. Sau Thế chiến II, khu vực này trở thành một phần của Ba Lan, theo Thỏa thuận Potsdam sau chiến tranh. Người dân bản địa Đức đã bị trục xuất và thay thế bằng người Ba Lan.